# Памятник дружбы между Ленинградом и Турку
Памятник дружбы между Ленинградом и Турку (фин. Leningradin ja Turun ystävyyden patsas) — скульптурная группа, расположенная в парке Пуолаланпуисто в Турку (Финляндия).
Сооружён в 1967—1968 годах и открыт 19 мая 1969 года. Скульптурная группа возведена в честь 15-летия заключения договора о сотрудничестве, побратимстве, установлении постоянных дружественных связей для взаимного ознакомления с жизнью, историей и культурой между городами Турку и Ленинградом (ныне Санкт-Петербург). Финский город Турку стал первым побратимом Ленинграда: письмо с предложением установить побратимские связи пришло из Турку в Ленинград 12 марта 1947 года. Официально о побратимстве было объявлено 1 марта 1953 года в Абоском замке.
Памятник изображает четыре фигуры: трёх мужчин и женщину, приветствующих и обнимающих друг друга.
Скульптурная группа выполнена в бронзе высотой 2,5 м. Постамент из красного гранита, добытого в Вехмаа, имеет высоту 0,5 м.